# 白智勲
白 智勲（ペク・チフン、백지훈、1985年2月28日-）は、大韓民国の元サッカー選手。現役時代のポジションはミッドフィールダー。

## 経歴
慶尚南道泗川郡（現：泗川市）出身。本貫は水原白氏。高校時代から数々の国内タイトルを獲得し、2003年に全南ドラゴンズ入団。ユース代表ではキャプテンをつとめ、FW朴主永とチームメイトとなる。その後2005年にFCソウルに移籍。2006年にはワールドカップ代表にも選出されている。
体は小さいが、器用な選手で、代表において日本戦に強いことから｢日本キラー｣とも呼ばれることがある。

## 代表歴

### 出場大会
- 韓国代表
  - 2006 FIFAワールドカップ

### 試合数
- 国際Aマッチ 16試合 0得点（2005年-2010年）[2]

| 韓国代表 | 国際Aマッチ | 国際Aマッチ |
| 年       | 出場        | 得点        |
| -------- | ----------- | ----------- |
| 2005     | 4           | 0           |
| 2006     | 11          | 0           |
| 2007     | 0           | 0           |
| 2008     | 0           | 0           |
| 2009     | 0           | 0           |
| 2010     | 1           | 0           |
| 通算     | 16          | 0           |